# Оробец, Инна Петровна
Инна Петровна Оробец (укр. Інна Петрівна Оробець; род. 1971) — украинская спортсменка и тренер; Заслуженный мастер спорта Украины, также Судья международной категории (2010).

## Биография
Родилась 15 февраля 1971 года в городе Коломыя Ивано-Франковской области Украинской ССР.
Тренировалась у Ивана Шария и затем у своего мужа — Василия Оробца. После окончания спортивной карьеры стала тренером по пауэрлифтингу, работала вместе с мужем. Среди её воспитанников:
- Назар Дячук — мастер спорта Украины международного класса, в 2009 году выиграл чемпионат мира по жиму лежа среди юношей;
- Ирина Бабурова[укр.] — в 2008 году выиграла чемпионат Европы среди юниоров;
- Ульяна Лютник — мастер спорта международного класса;
- Мария Чепиль — мастер спорта международного класса, в 2010 году в Словакии победила на чемпионате Европы по жиму лежа.

Проживает в Коломые. Работает тренером-преподавателем в ФСК «Локомотив». Муж Василий Оробец, дочь Юлия и сын Игорь. Оробец занимается общественной деятельностью — от партии «Самопомощь» в 2015 году баллотировалась на выборах в Ивано-Франковскую областную Раду.
Является Почётным гражданином города Коломыя.

## Спортивные достижения
На чемпионатах мира:
- золотой призёр — 2005;
- серебряный призёр — 2002, 2004, 2008, 2010, 2011, 2012;
- бронзовый призёр — 2007, 2009.

На чемпионатах Европы:
- золотой призёр — 2004;
- серебряный призёр — 2008, 2010, 2012, 2014, 2015;
- бронзовый призёр — 2011.